# Джейкоб Генсфорд
Джейкоб Генсфорд (англ. Jacob Hansford, 28 вересня 1995) — австралійський плавець.
Учасник Олімпійських Ігор 2016 року.